# 青山正明 (法曹)
青山 正明（あおやま まさあき、1937年（昭和12年） - ）は、日本の裁判官、弁護士。元福岡高等裁判所長官。神奈川県出身。

## 来歴
1963年（昭和38年）判事補任官。甲府地家裁所長、東京高裁判事部総括、東京家裁所長を経て、2000年（平成12年）福岡高裁長官に就任。福岡高裁判事妻ストーカー事件の令状コピー問題の責任者として、分限裁判により戒告処分を受ける。
2002年（平成14年）に定年退官後は弁護士となり、国地方係争処理委員会委員長や桐蔭横浜大学法科大学院教授等を務めた。2007年（平成19年）の秋の叙勲で瑞宝重光章を受章した。

## 略歴
- 1960年（昭和35年） 司法試験第二次試験合格
- 1961年（昭和36年） 東京大学法学部第一類卒業
- 1963年（昭和38年）4月8日 司法修習終了
- 1963年（昭和38年）4月9日 東京地方裁判所判事補兼東京家庭裁判所判事補
- 1966年（昭和41年）4月5日 最高裁判所事務総局民事局付
- 1969年（昭和44年）4月1日 宮崎地方裁判所延岡支部判事補兼宮崎家庭裁判所延岡支部判事補
- 1972年（昭和47年）4月1日 東京地方裁判所判事補
- 1973年（昭和48年）4月9日 東京地方裁判所判事
- 1974年（昭和49年）4月1日 東京地方検察庁検事法務大臣官房司法法制調査部付
- 1975年（昭和50年）2月25日 東京地方検察庁検事法務大臣官房司法法制調査部参事官
- 1976年（昭和51年）6月21日 東京地方検察庁検事法務省民事局参事官
- 1981年（昭和56年）1月27日 東京地方検察庁検事法務省民事局第三課長
- 1984年（昭和59年）9月1日 東京高等検察庁検事法務省民事局第一課長
- 1986年（昭和61年）9月1日 東京高等検察庁検事法務大臣官房秘書課長
- 1988年（昭和63年）4月20日 東京地方裁判所判事
- 1988年（昭和63年）6月3日 東京地方裁判所判事部総括
- 1995年（平成7年）3月10日 甲府地方裁判所長兼甲府家庭裁判所長
- 1997年（平成9年）3月14日 東京高等裁判所判事部総括
- 1999年（平成11年）5月16日 東京家庭裁判所長
- 2000年（平成12年）8月30日 福岡高等裁判所長官
- 2002年（平成14年）9月17日 定年退官
- 2002年（平成14年）11月26日 弁護士登録（第二東京弁護士会）
- 2003年（平成15年）4月17日 国地方係争処理委員会委員
- 2004年（平成16年） 桐蔭横浜大学法科大学院教授
- 2007年（平成19年）11月3日 授瑞宝重光章